# Nagy Tímea (vívó)
Nagy Tímea (Budapest, 1970. augusztus 22. –) kétszeres olimpiai bajnok párbajtőrvívó.

## Sportpályafutása
Nagy Tímea tízéves korában, 1980-ban kezdett vívni a Vasas színeiben. 1988-ban már a felnőtt válogatottkeret tagja volt. Ebben az évben tőr csapatban szerzett ezüstérmet az IBV-n. 1989-ben második helyezett lett az egyéni versenyben, első csapatban. Az athéni junior vb-n nem jutott a döntőbe. A magyar bajnokságon nyolcadik volt. Indult az Universiaden, ahol párbajtőr csapatban első, tőr csapatban negyedik volt. 1990-ben Ismét ezüstérmes volt az IBV-n. A mödlingi junior vb-n kiesett. 1991-ben már a Bp. Honvéd versenyzőjeként lett ezüstérmes a párbajtőr csapatbajnokságon. A következő évben a havannai világbajnokságon tizenharmadik volt az egyéni versenyben. Csapatban világbajnoki címet szerzett.
1993-ban 15. lett a vb-n, csapatban megvédte tavalyi címét. Az universiaden párbajtőr csapatban első, tőr csapatban ötödik lett. Ebben az évben nyert első alkalommal egyéni magyar bajnokságot. 1994 februárjában Franciaországban nyert világkupa-versenyt. A vb csapatba nem került be, az Eb-n kiesett a 16 között. A következő évben Pozsonyban és Budapesten nyert világkupa-versenyt. A vb-n egyéniben a 16-ig jutott, csapatban első lett. Az universiaden az egyéni és a csapatversenyben is aranyérmes lett. Ezt követően az Európa-bajnokságon is a legjobbnak bizonyult. Nemzetközi szinten az évet egy belgiumi vk-verseny elsőséggel zárta. 1996-ban a német vk-versenyt nyerte meg- Az olimpián ötödik helyezést ért el. Csapatban negyedik volt.
1997-ben ismét megnyerte a német vk-viadalt. A fokvárosi vb-n hatodik volt. Csapatban megvédte világbajnoki címét. Az universiaden újra két aranyérmet szerzett. Az 1998-as évet gyermekvállalás miatt kihagyta. A legrangosabb versenye az ob volt, ahol nyolcadik lett. A következő évben Pozsonyban, Németországban és Budapesten nyert vk-versenyt. Az Európa-bajnokságon a 32 között esett ki, csapatban harmadik lett. A világbajnokságon egyéniben 12., csapatban első lett. 2000-ben Luxemburgban nyert világkupa-versenyt. Az olimpián megnyerte az egyéni versenyt. Csapatban ismét negyedik lett.
2001-ben a vb-n kilencedik lett, csapatban bronzérmes volt. Az év végi ob-n már nem indult, mert második gyermekével volt várandós. 2002 októberében tért vissza az edzésekhez, de a magyar bajnokságon sérülés miatt nem indult. 2003 tavaszán kezdett újra versenyezni. Ezután több vk-versenyen állt dobogóra. A vb-n az egyéni versenyben 36., csapatban harmadik volt. 2004-ben a magyar olimpikonok eskütételén Nagy Tímea mondhatta az eskü szövegét a magyar sportolók nevében. Az olimpián megvédte egyéni bajnoki címét. Erre a magyar vívók közül addig csak Fuchs Jenő, Elek Ilona és Kárpáti Rudolf volt képes. Elsősége a magyar sport 150. olimpiai aranyérmét jelentette. Csapatban ötödik lett.
Az olimpia után harmadik gyermekét várta. A versenyekre 2005 novemberében tért vissza. A 2006-os Európa-bajnokságon 27. volt. Csapatban ezüstérmet szerzett. A torinói vb-n egyéniben első volt, csapatban ötödik lett. Az év végén a legjobb magyar sportolónőnek választották. 2007-ben vk-versenyt nyert Barcelonában. Az Eb-n 24. volt. Csapatban második helyezett lett. A világbajnokságon 19.-ként zárt, csapatban ötödik volt. A következő évben az Európa-bajnokságon 13. helyezett lett egyéniben, negyedik csapatban. Az olimpiára nem tudta kvalifikálni magát.
Ezt követően hosszabb időt kihagyott. A 2009-es ob-n indult. 2010-ben felhagyott az élsporttal.

### Eredményei
Világbajnoki aranyérmet nyert egyéniben 2006-ban. Csapatban 1992-ben, 1993-ban, 1995-ben, 1997-ben és 1999-ben aranyérmet, 2001-ben és 2003-ban bronzérmet nyert. Európa-bajnokságot 1995-ben zárt aranyéremmel. Olimpiai bajnok lett egyéniben 2000-ben és 2004-ben, 1996-ban 5., csapatban pedig 4. helyezést ért el 1996-ban és 2004-ben.

## Pályafutása után
A Bárczi Gusztáv Gyógypedagógiai Főiskolát végezte el logopédusként, valamint a Testnevelési Egyetem szakedzői szakán szerzett diplomát. Férjezett, két lánya és egy fia van. 2001-ben a MOB női bizottságának lett a tagja. 2009-ben Sportegyesületek Országos Szövetségének általános alelnöke lett. A Hajós Alfréd Uszoda és a  Duna Aréna létesítményvezetője. 2012-ben a Vívó szövetség MOB-tagságra jelölte, amelytől visszalépett. 2015 decemberében beválasztották a Halhatatlan Magyar Sportolók Egyesületének elnökségébe.
2016-ban a Magyar vívó Szövetség társadalmi kapcsolatokért felelős alelnöke lett. 2020 júliusában a Halhatatlan Magyar Sportolók Egyesületének elnöke lett.

## Díjai, elismerései
- Az év magyar sportcsapata választás, harmadik helyezett (1992)
- Az év magyar vívója (2000, 2004, 2006)
- A Magyar Köztársasági Érdemrend tisztikeresztje (2000)
- Az év magyar sportolónője választás, második helyezett (2000, 2004)
- A Magyar Köztársasági Érdemrend középkeresztje (2004)
- Budapestért díj (2004)[4]
- Honvédelemért kitüntetés, I. osztály (2008)
- Nők sportjáért díj (2005)
- Az év női sportolója (2006) (a sportújságírók szavazata alapján)
- Az év magyar sportolója (2006) (a Nemzeti Sportszövetség díja)
- Prima díj (2007)
- Hegyvidék díszpolgára (2007)
- Nők a sportban díj (2011)
- Csík Ferenc-díj (2013)
- A Nemzetközi Vívó Szövetség hírességek csarnokának tagja (2013)[5]